# Грухвина, Анна Игоревна
А́нна И́горевна Гру́хвина (род. 20 октября 1999, Тюмень, Россия) — российская лыжница и биатлонистка. Чемпионка мира по лыжероллерам. Трёхкратная чемпионка России по лыжным гонкам в эстафете. Мастер спорта России по лыжным гонкам.

## Биография
Анна родилась и выросла в Тюмени. В детские годы вместе со старшим братом ходила в хоккейную секцию, а когда пошла в первый класс школы, начала заниматься лыжным спортом. В 13-летнем возрасте некоторое время пробовала себя в биатлоне у призёра Олимпийских игр Ольги Мельник.  
Лыжами первоначально занималась в тюменской СДЮСШОР №2 под руководством Надежды Коврижных и Валерия Белова. В составе сборной России тренерами спортсменки в разные годы являлись Егор Сорин, Юрий Бородавко и Андрей Нутрихин.
В 2022 году окончила Институт физической культуры Тюменского государственного университета.

### Лыжные гонки
Неоднократно становилась победителем и призёром всероссийских соревнований среди юниоров по лыжам в различных возрастных категориях.
Дебютировала на Кубке мира по лыжам в сезоне 2018/19, но выступила только в одной спринтерской гонке свободным стилем на этапе в Дрездене, где она заняла 52-е место. В том же сезоне впервые выступила на первенстве мира по лыжным гонкам в Лахти, где лучшим результатом стало 5-е место в раздельной гонке свободным стилем. В начале следующего сезона вновь участвовала на этапах Кубка мира, но ни в одном из спринтов не отобралась в финал. В январе 2020 года впервые одержала победу в рамках Кубка России, выиграв спринт на этапе в Заинске.
В сезоне 2020/21 на первенстве мира в Вуокатти Грухвина стала серебряным призёром в смешанной эстафете и 10-й – в индивидуальной гонке. В конце сезона впервые стала чемпионкой России, завоевав в составе команды Тюменской области золото эстафеты.
В сентябре 2021 года вместе с Натальей Непряевой стала чемпионкой мира по лыжероллерам в командном спринте. В зимнем соревновательном сезоне 2021/22 снова участвовала на Кубке мира, по итогам которого заняла в общем зачёте 110-е место с 4 очками. На чемпионате России 2022 года в Сыктывкаре Грухвина вновь победила в эстафете, а также выиграла бронзу конькового спринта.
По ходу сезона 2022/23 Грухвина дважды становилась серебряным призёром этапов Кубка России в спринтерских гонках, а в марте на чемпионате страны в Тюмени третий год подряд стала победительницей в эстафете.

### Биатлон
В апреле 2023 года Грухвина объявила о переходе в биатлон. По признанию спортсменки, она последовала примеру своей лучшей подруги Наталии Шевченко, за год до этого также перешедшей в биатлон из лыж. Вскоре она вошла в состав основной сборной России для подготовки к сезону 2023/24 в группу Михаила Шашилова.
В новом для себя виде спорта дебютировала на летнем этапе Кубка Содружества, финишировав 30-й с восемью промахами. В феврале 2024 года Грухвина стала бронзовым призёром Спартакиады сильнейших в составе эстафетной команды Тюменской области.

## Личная жизнь
В течение пяти лет встречалась с лыжником Александром Терентьевым. В 2022 году пара рассталась.